# Psychotria phyllocalymma
Psychotria phyllocalymma är en måreväxtart som beskrevs av Johannes Müller Argoviensis. Psychotria phyllocalymma ingår i släktet Psychotria och familjen måreväxter. Inga underarter finns listade i Catalogue of Life.